# Robert Guillaume (alpiniste)
Pour les articles homonymes, voir Robert Guillaume (homonymie) et Guillaume.
Pas d'image ? Cliquez ici
Robert Guillaume est un alpiniste français né à Paris en 1935, il était l'un des alpinistes français les plus prometteurs de sa génération avant qu'il ne meure d'épuisement le 15 juillet 1961 sur le versant italien du mont Blanc.

## Biographie
Fils d'un petit industriel parisien, Robert Guillaume vient à la montagne en pratiquant l'escalade à Fontainebleau et dans le Saussois où il devient grimpeur virtuose. Appelé à effectuer son service militaire en Algérie, Robert Guillaume en revient profondément marqué. Il abandonne alors son métier de pâtissier et s'installe à Chamonix où il exerce diverses professions parmi lesquelles dessinateur en architecture. Il consacre son temps libre à la montagne et devient alpiniste de haut niveau au côté de son compagnon habituel de cordée Antoine Vieille ; il grimpe également avec Lionel Terray et participe au film de Marcel Ichac Quand brillent les étoiles de midi. Robert Guillaume réussit en mars 1961, avec Antoine Vieille, la première hivernale du pilier Bonatti aux Drus. Ses qualités d'alpiniste sont remarquées au point d'être sélectionné en 1961 par la Fédération française de la montagne pour participer à l'expédition de la française au Jannu (7 710 m, en Himalaya) qui doit se dérouler l'année suivante.
En juillet 1961, aux côtés de Pierre Mazeaud, Antoine Vieille et Pierre Kohlmann, Robert Guillaume tente la première ascension du pilier central du Frêney, sur le versant italien du mont-Blanc. Pour cette ascension, ils sont fortuitement rejoints par les Italiens Walter Bonatti, Andrea Oggioni et Roberto Gallieni avec qui ils décident de faire course commune. Mais, alors qu'ils ont déjà dépassé l'altitude de 4 500 mètres, l'orage éclate et interrompt leur ascension ; ils choisissent d'attendre une amélioration mais l'amélioration ne vient pas et la tempête qui s'installe les contraint à une retraite qui va se transformer en tragédie. Après Antoine Vieille, Robert Guillaume meurt d'épuisement le 15 juillet en fin de journée sur le glacier du Frêney ; seuls Walter Bonatti, Roberto Gallieni et Pierre Mazeaud survivront.
Lionel Terray écrira à propos de Robert Guillaume : « De tous les grimpeurs que j'ai connus, Robert est peut-être celui qui rassemblait en lui, à un degré élevé, le plus grand nombre de qualités physiques et morales. Il avait la force, l'adresse et le courage des plus habiles varappeurs, la résistance, le sens de la montagne, la capacité de souffrance et le sens de l'organisation des meilleurs alpinistes, mais aussi le goût d'entreprendre, la volonté de vaincre et l'art de réussir, qui, seuls, engendrent des prodiges. ».
Robert Guillaume est enterré à Chamonix, à l'ancien cimetière.

## Principales ascensions
- Septembre 1958 : première de la pointe Adolphe Rey avec Lionel Terray (massif du Mont-Blanc)[2]
- Septembre 1959 : première solitaire de la face nord de la dent du Requin (massif du Mont-Blanc)[2]
- Juillet 1960 : première ascension sans bivouac de la face ouest des Drus (massif du Mont-Blanc)[2]
- Mars 1961 : première hivernale du pilier Bonatti aux Drus, avec Antoine Vieille (massif du Mont-Blanc)[2]